# Military Outstanding Volunteer Service Medal
La Military Outstanding Volunteer Service Medal (médaille du service volontaire militaire exceptionnel - MOVSM) est une décoration militaire des États-Unis créée par l'Executive Order 12830 de George H. W. Bush le 9 janvier 1993. La médaille a été conçue par l'Institut d'héraldique et a été décernée pour la première fois en décembre 1993,.

## Informations générales
Le MOVSM reconnaît les membres de l'armée (service actif, réserve et garde nationale) qui fournissent un service bénévole substantiel à la communauté locale au-delà des tâches requises en tant que membre des forces armées des États-Unis. Ce service bénévole doit être rendu de manière soutenue et directe à la communauté civile, doit être de nature significative pour produire des résultats tangibles, et doit refléter favorablement le service militaire et le département de la défense des États-Unis. La définition du service volontaire est volontairement vague, ce qui permet une grande variété d'activités et de tâches bénévoles qui permettraient à un militaire de recevoir la Military Outstanding Volunteer Service Medal (médaille du service volontaire militaire exceptionnel). Le travail bénévole typique comprend les services d'urgence bénévoles (comme la patrouille aérienne civile (Civil Air Patrol), les auxiliaires des garde-côtes (Coast Guard Auxiliary) ou les pompiers bénévoles, les services médicaux d'urgence ou les équipes de sauvetage). Parmi les autres possibilités de bénévolat, citons Habitat for Humanity, les soupes populaires, les parcs et forêts locaux, d'État ou fédéraux.
Il n'y a pas de délai spécifique pour obtenir la MOVSM (par exemple 500 heures de service communautaire dans les 24 mois civils), les autorités d'approbation s'assureront que le service à honorer mérite la reconnaissance spéciale accordée par cette médaille. La MSOV vise à reconnaître un soutien communautaire exceptionnel dans la durée et non un acte ou une réalisation unique. En outre, elle vise à honorer le soutien direct aux activités de la communauté. Aux fins de cette médaille, la participation aux réunions des membres ou aux activités sociales d'un groupe de service communautaire n'est pas considérée comme un service admissible, alors que la tenue d'une ligne téléphonique d'intervention en cas de crise est considérée comme un service admissible.
Le pouvoir d'approbation pour l'attribution de la MOVSM est détenu par les commandants servant au grade de lieutenant-colonel (ou de commander) ou à un grade supérieur. Avant que la recommandation ne soit transmise au responsable de l'approbation de l'attribution, l'auteur de la recommandation doit certifier que le militaire satisfait aux critères d'admissibilité pour l'attribution de la MSOV. Des documents justificatifs, tels que le relevé des heures consacrées, des lettres ou des certificats de superviseurs d'activités, ou d'autres preuves des services bénévoles du militaire, peuvent être joints à la recommandation.
La MSOV ne peut être décernée plus d'une fois au cours d'une affectation ou d'une période de service donnée. Il peut être décerné à titre posthume, mais n'est pas autorisé à être remis à du personnel étranger.
L'autorité régissant cette distinction est le manuel DoD 1348.33-V2 du 21 décembre 2016.

## Apparence
Le MOVSM est une médaille en bronze de 1 1/8 de pouce (28,575 mm) de diamètre. L'avers porte cinq annelets entrelacés derrière une étoile à cinq branches, entourée d'une couronne de laurier. Le revers porte un rameau de chêne avec trois feuilles et deux glands entre l'inscription "OUTSTANDING VOLUNTEER SERVICE" en haut et "UNITED STATES ARMED FORCES" en bas.
Le ruban de suspension et de service mesure 1 3/8 de pouce (34,925 mm) de large et se compose des bandes suivantes : 1/8 de pouce (3,175 mm) d'oiseau bleu ; 1/8 de pouce de lumière dorée ; 3/16 de pouce (4,7625 mm) d'oiseau bleu ; 1/16 de pouce (1,5875) de vert ; 5/32 de pouce (3,96875 mm) de lumière dorée ; 1/16 de pouce de vert au centre ; 5/32 de pouce de lumière dorée ; 1/16 de pouce de vert ; 3/16 de pouce d'oiseau bleu ; 1/8 de pouce de lumière dorée ; et 1/8 de pouce d'oiseau bleu.
Les récompenses multiples sont indiquées par des étoiles de service (service star) de bronze à cinq branches (une récompense supplémentaire chacune) et des étoiles d'argent à cinq branches (cinq récompenses chacune).

## Multiples distinctions
| 1re récompense: ruban sans étoile de service.                           |                                                       |
| 2e récompense: ruban avec 1 étoile de service en bronze.                | Bronze star                                           |
| 3e récompense: ruban avec 2 étoiles de service en bronze.               | Bronze star · Bronze star                             |
| 4e récompense: ruban avec 3 étoiles de service en bronze.               | Bronze star · Bronze star · Bronze star               |
| 5e récompense: ruban avec 4 étoiles de service en bronze.               | Bronze star · Bronze star · Bronze star · Bronze star |
| 6e récompense: ruban avec 1 étoile de service en argent.                | Silver star                                           |
| 7e récompense: ruban avec 1 étoile de service en argent et 1 en bronze. | Silver star · Bronze star                             |
| 8e récompense: ruban avec 1 étoile de service en argent et 2 en bronze. | Silver star · Bronze star · Bronze star               |
| 9e récompense: ruban avec 1 étoile de service en argent et 3 en bronze. | Silver star · Bronze star · Bronze star · Bronze star |

## Récipiendaires notables
- Paul W. Brier
- William B. Caldwell IV
- Daryl Caudle
- Brian W. Cavanaugh
- Ronald P. Clark
- Charles Cooper II
- Samuel D. Cox
- Jay A. DeLoach
- James H. Dickinson
- R. Scott Dingle
- Brian S. Eifler
- Robert H. Foglesong
- William M. Fraser III
- Walter E. Gaskin
- Ronald L. Green
- David Goggins
- Harry B. Harris Jr.
- Henry J. Hendrix
- Mark Hertling
- P. Gardner Howe III
- Lisa Jaster
- Tracy W. King
- Stephen J. Maranian
- John Mustin
- Samuel Paparo, Jr.
- Shane R. Reeves
- A. C. Roper
- Michael S. Rogers
- Roger A. Towberman
- Tony L. Whitehead
- David Wilson (2 décorations)
- Kaleth O. Wright

## Sources
- (en) Cet article est partiellement ou en totalité issu de l’article de Wikipédia en anglais intitulé « Military Outstanding Volunteer Service Medal » (voir la liste des auteurs).